# Neobisium maksimtodorovici
Espèce
Neobisium maksimtodorovici est une espèce de pseudoscorpions de la famille des Neobisiidae.

## Distribution
Cette espèce est endémique de Macédoine du Nord. Elle se rencontre à Makedonski Brod dans la grotte Pećina Momiček.

## Description
Neobisium maksimtodorovici mesure de 3,45 à 3,63 mm. Ce pseudoscorpion est anophtalme.

## Étymologie
Cette espèce est nommée en l'honneur de Maksim Todorović.

## Publication originale
- Ćurčić, Dimitrijević & Mihajlova, 2002 : On the diversity of cave-dwelling pseudoscorpions in Macedonia: Neobisium maksimtodorovici n. sp. (Neobisiidae, Pseudoscorpiones). Archives of Biological Sciences, vol. 54, p. 105-108.